# 対エスキモー戦争の前夜
「対エスキモー戦争の前夜」（たいエスキモーせんそうのぜんや、原題: Just Before the War with the Eskimos）は、J・D・サリンジャーの短編小説。1948年6月5日に『ザ・ニューヨーカー』誌に掲載された。短編集『ナイン・ストーリーズ』（1953年）の3番目に収められている。アパートの一室が舞台の会話劇だが、根底に流れるのは登場人物たちの戦争の経験である。

## あらすじ
ジニー・マノックスとセリーナ・グラフは高校の同級生で毎週土曜日にテニスをしていたが、あまり仲良くない。ジニーはセリーナにテニス帰りのタクシー代を払って欲しいというが、セリーナは渋り、自分の部屋に上がって待てと言う。ジニーは『ヴォーグ』を読んで待っていると、セリーナの兄フランクリンがやって来る。フランクリンは自分の切った指の手当てをしながら、ジニーの姉を知っていると話す。そして窓から通りを見下ろし、老人たちが歩いているのをみて「奴らはみんなエスキモーとの戦争に行くんだ」と言い、部屋から持ってきた半分のサンドイッチをジニーに渡す。やがてフランクリンが部屋を出ていくと、今度はエリックという青年がやって来る。エリックは自宅に居候させていた作家が今朝無断で出て行ったという話をし、戦時中に一緒に飛行機工場で働いていたフランクリンと、これから『美女と野獣』を観に行くという。エリックも出ていき、セリーナが戻ってくると、タクシー代はいらないと言ってジニーはアパートを出る。

## 主な日本語訳
- 対エスキモー戦争の前夜（『ナイン・ストーリーズ』野崎孝訳、 新潮文庫）
- 対エスキモー戦まぢか（『九つの物語』中川敏訳、 集英社文庫）
- エスキモーとの戦争前夜（『ナイン・ストーリーズ』柴田元幸訳、ヴィレッジブックス ）